# Hemp Body Car

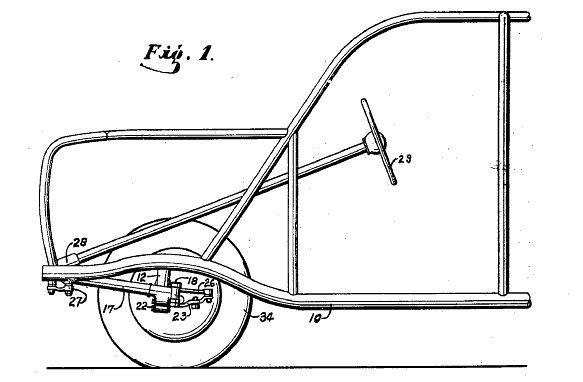
Esquemas de la patente, 1942

La Hemp Body Car o Soybean Car (Coche con la estructura de cáñamo o Coche de soja) es un prototipo de automóvil diseñado por Henry Ford y completado en 1941. Su peculiaridad era de ser enteramente realizada con un material plástico obtenido a partir de habas de soja y cáñamo, y alimentado por etanol de cáñamo (el combustible se refinó a partir de las semillas de la planta). Fue el primer vehículo construido enteramente en plástica de cáñamo, más ligero pero más fuerte que el normal cuerpo metálico.